# 鄭州トロリーバス
鄭州トロリーバス（ていしゅうトロリーバス、中国語: 郑州无轨电车）は、中国の都市・鄭州に路線を有するトロリーバス。2023年時点で営業運転が行われているのは2021年に開通したBRT（バス・ラピッド・トランジット）のB2号線である。

## 歴史
鄭州における最初のトロリーバスは1979年5月1日に開通した全長12.7 kmの101号線で、上海で製造された連節式トロリーバス車両が20両使用された。続けて1980年には102号線、1984年には103号線、1988年には104号線が開通した他、同年には102号線の一部区間の系統分離が行われ、105号線が設定された。この5つの系統・営業キロ50 km近くの路線網で運行されていた1980年代から1990年代が、鄭州のトロリーバスの最盛期であった。しかし、それ以降は鄭州の発展や路線バス網の拡張により順次トロリーバスは置き換えられていき、2010年1月3日に廃止された104号線をもって、鄭州から一時トロリーバスは姿を消した。

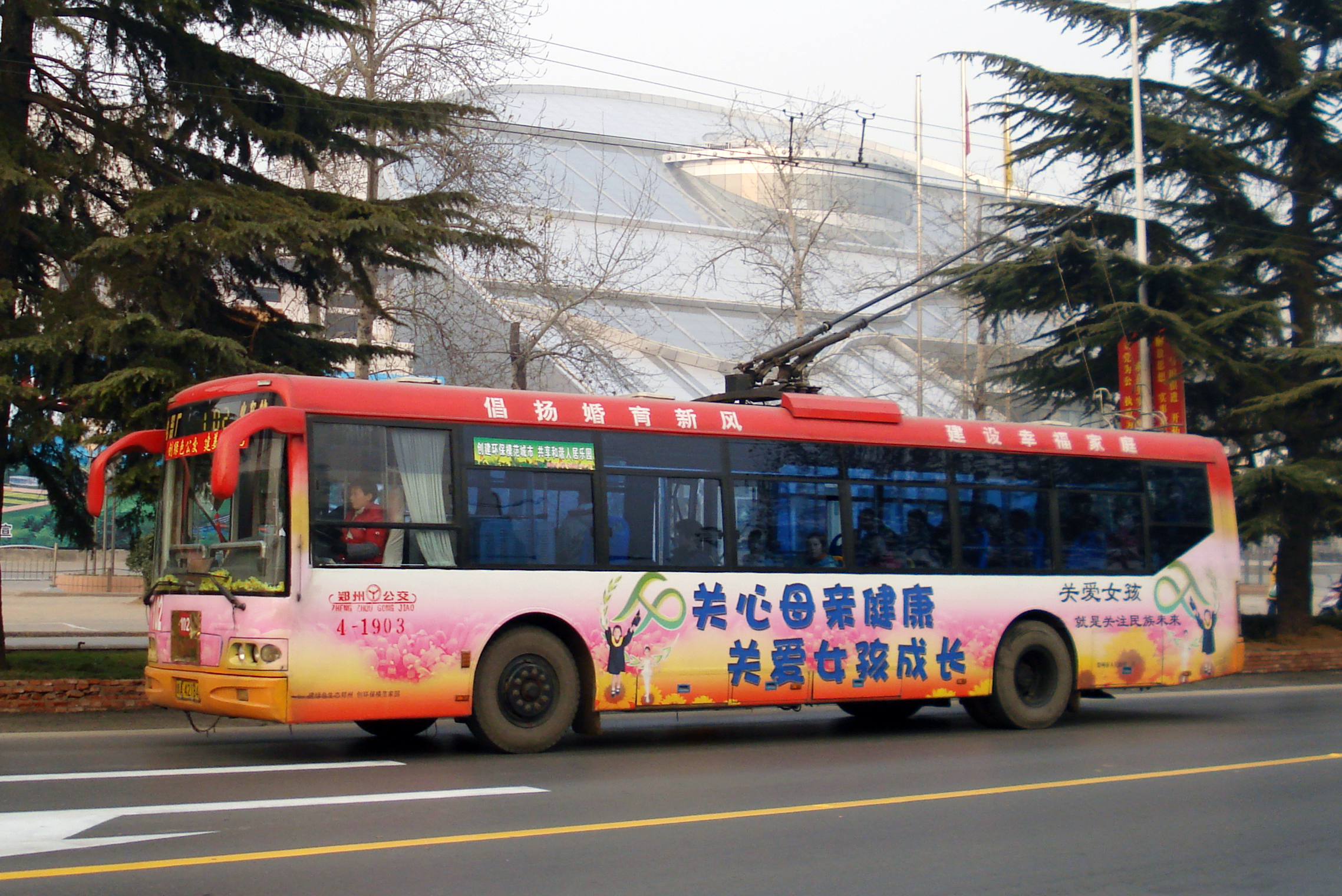
廃止前の102号線（2016年撮影）

その後、BRT（鄭州BRT）のうち、高速道路の下部を通る一部区間の電化工事が2019年から始まり、2020年からは同区間を経由する充電池を搭載したトロリーバス車両の試運転が行われた。そして2021年1月1日、B2号線において鄭州における新たなトロリーバスの営業運転が開始されている。

## 路線
2023年現在、トロリーバスの車両を用いた営業運転が行われているB2号線は全長12.5 kmで、西三環状駅（西三环站）→中州大道駅（中州大道站）および中州大道駅→西三環状化学道路（西三环化工路）の間で運行が行われており、一部の駅では他のBRT路線や鄭州地下鉄と接続する。運賃は開通した2021年時点で1元に設定されている。

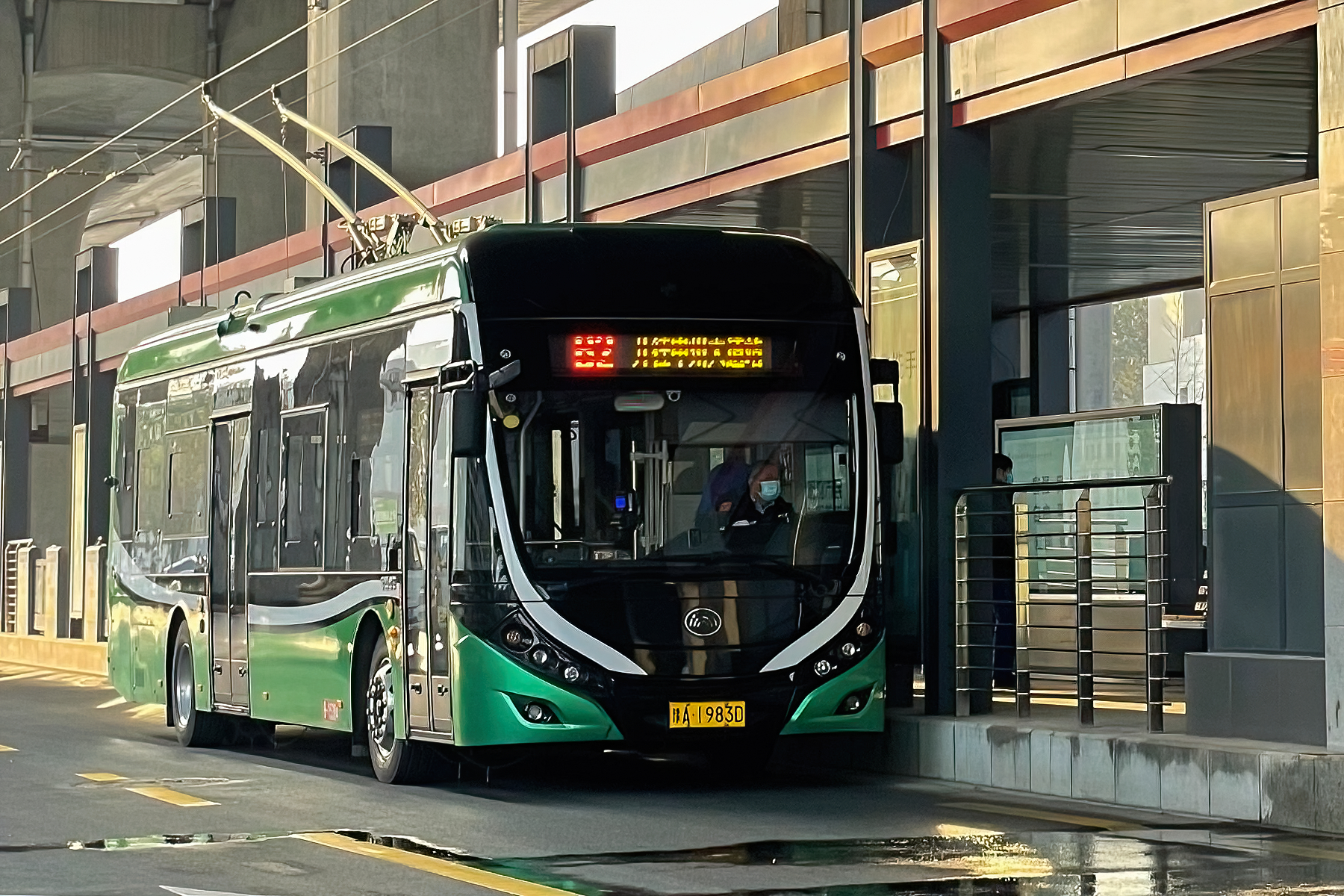
道路の内側（中央部分）に設置されたBRT用の駅に停車するトロリーバス（2021年撮影）
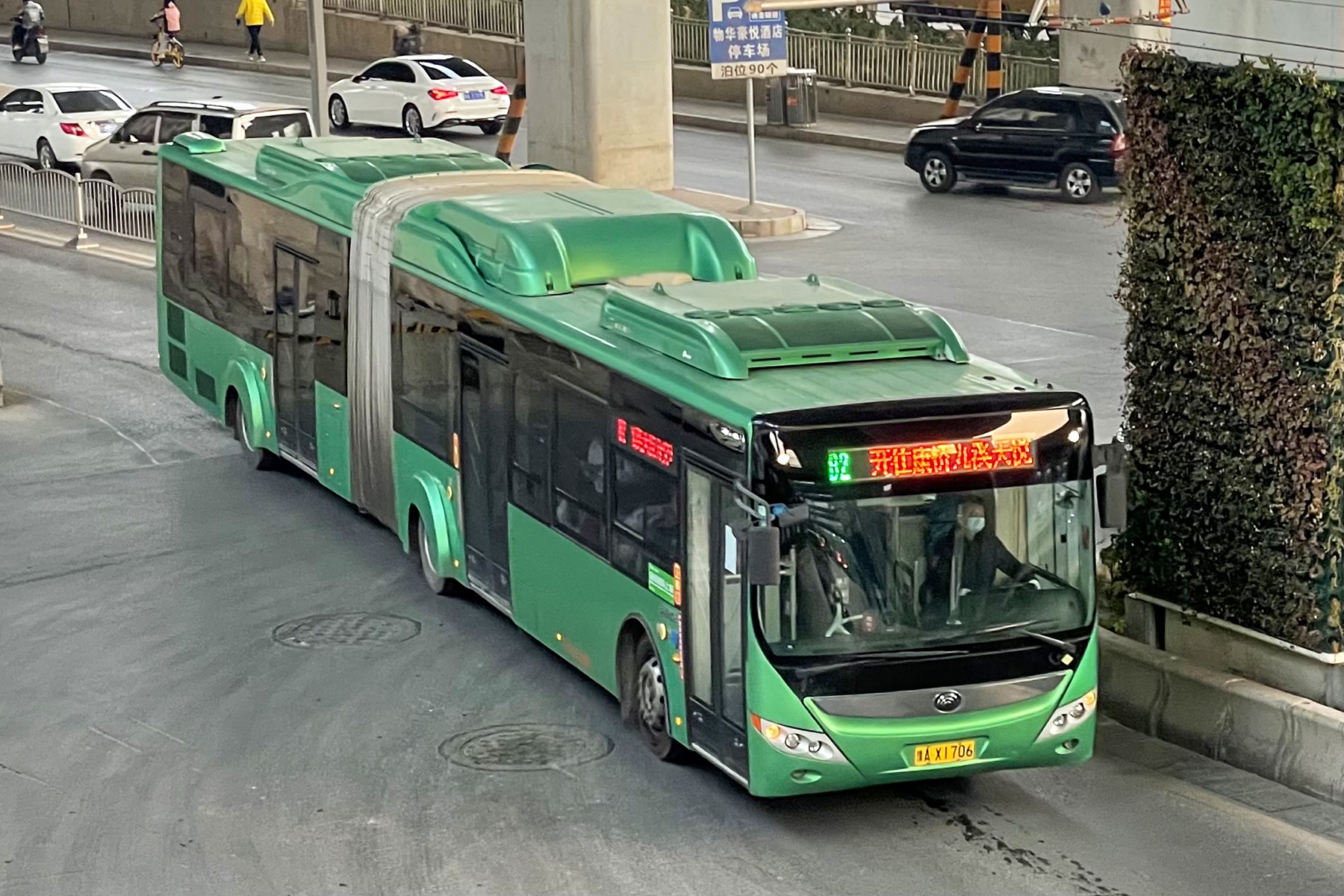
B2号線では路線バス用車両の運行も行われる（2021年撮影）

## 車両

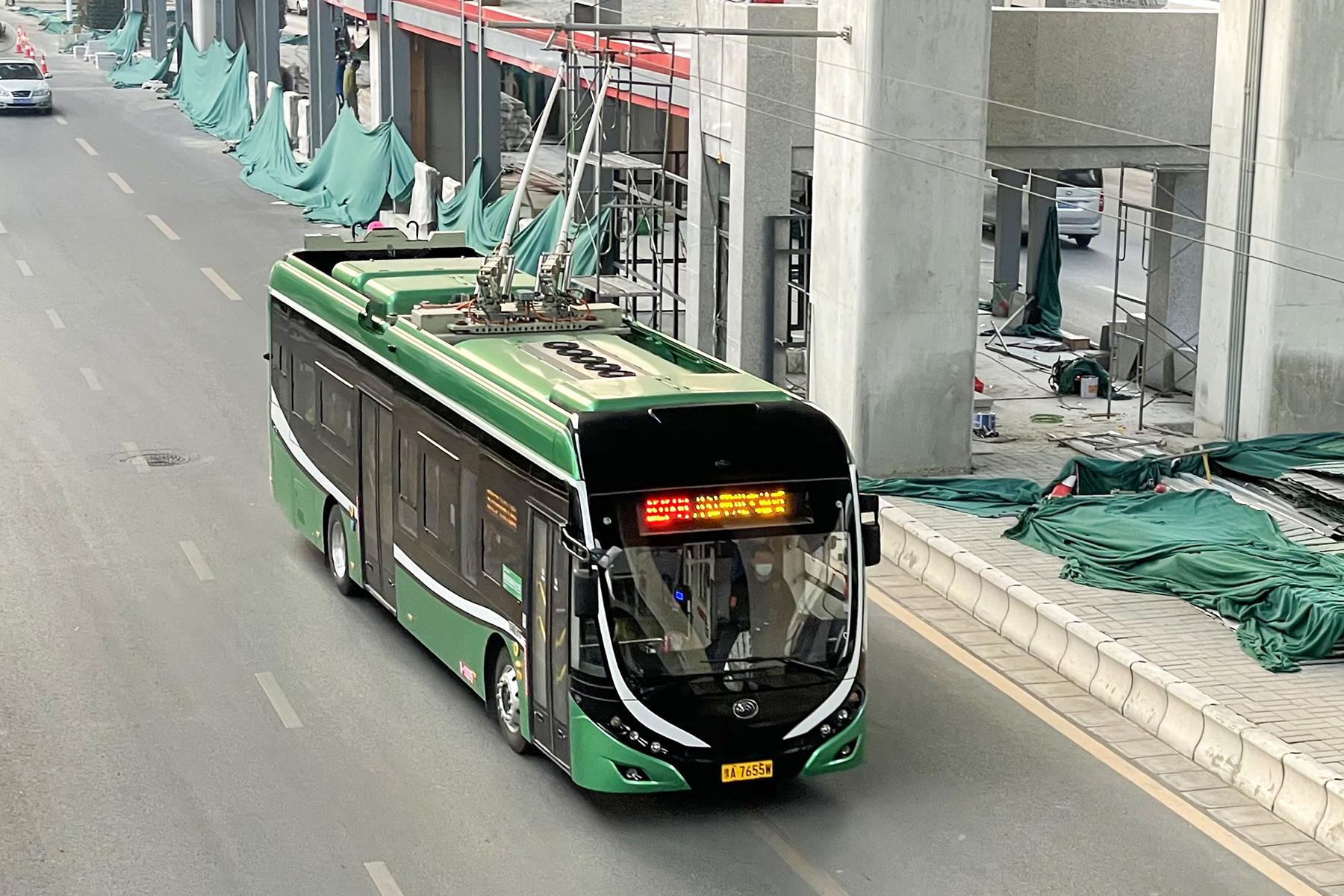
ZK5125C（2021年撮影）

2023年現在、B2号線で使用されているのはバスメーカーの宇通客車が展開するZK5125Cで、開業に合わせて50両が導入されている。全長12 mのこの車両は架線区間ではポールを用いた集電を行う一方、架線が存在しない区間では充電池（リチウムイオン充電池）に蓄えた電気を用いた走行が可能で、架線がない区間でも100 km以上を充電なしに走る事ができる。また、絶縁型の第二世代DC-DCコンバータを用いる事で車両の安全性が向上している。乗降扉については、BRT区間内に道路の中央部にホームが設置されている箇所（島式ホーム）が存在する事から、他のBRT用バスと同様車体の両側に設置されている。

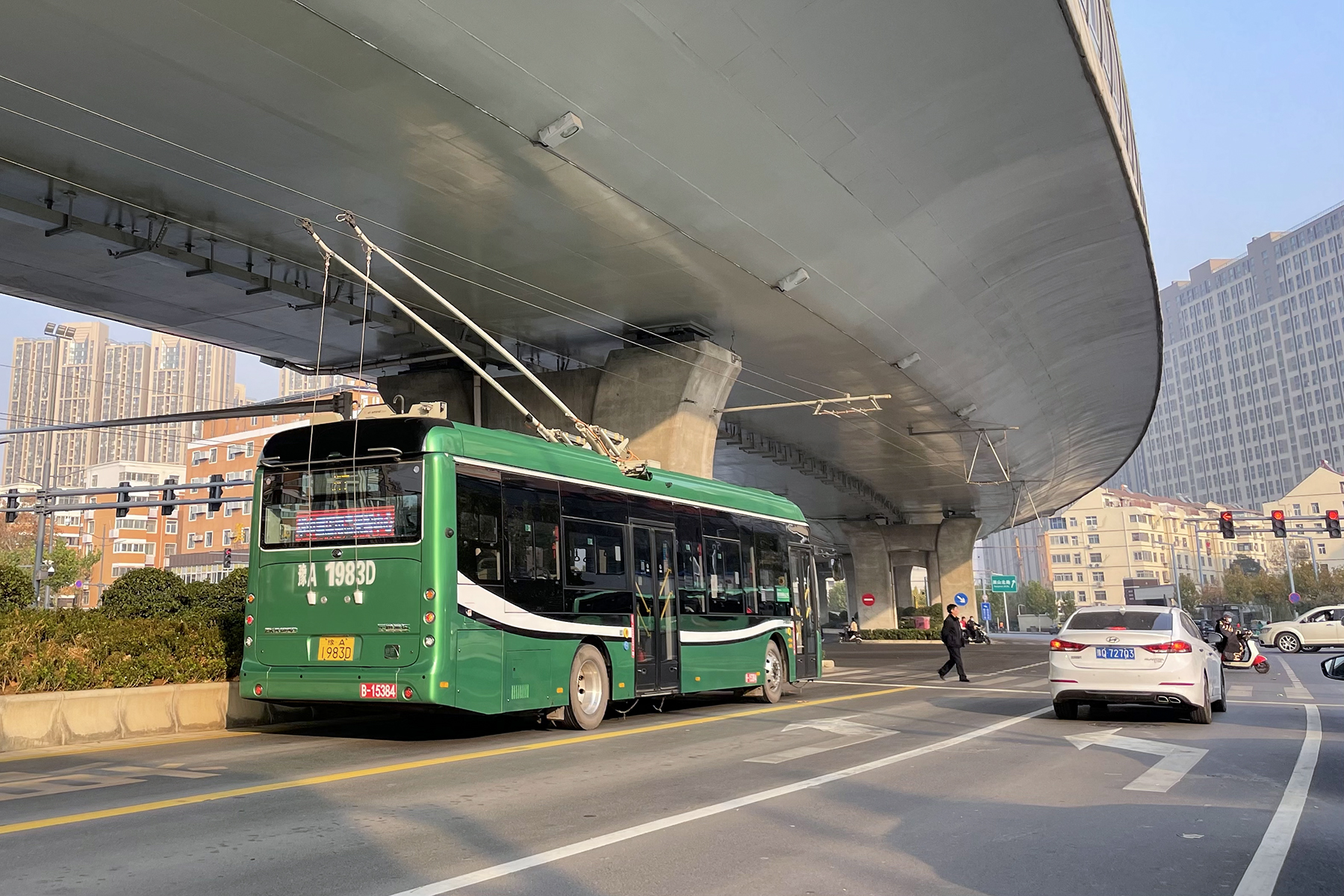
後方（2021年撮影）
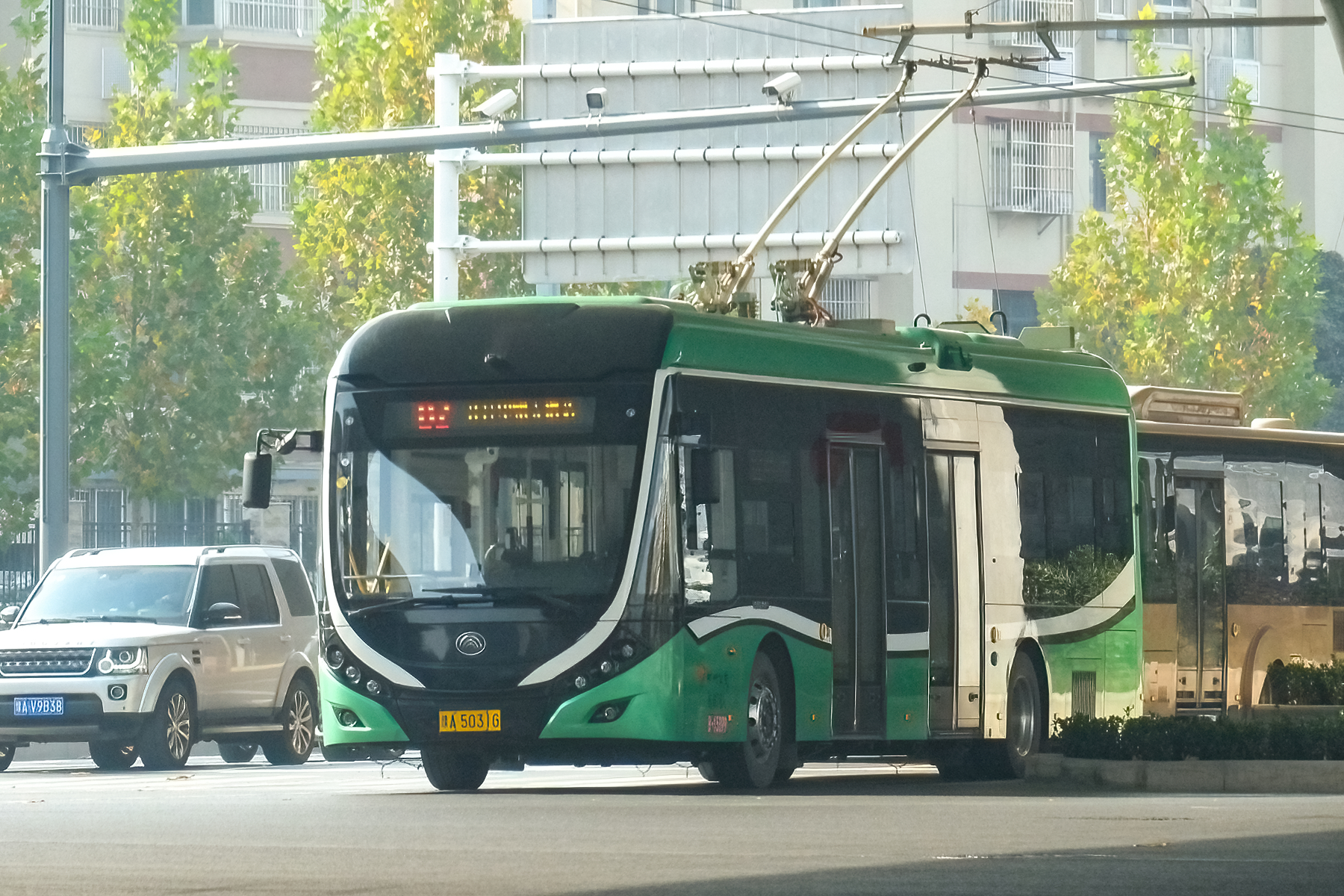
車体の左側にも乗降扉が存在する（2021年撮影）